# 三县堡乡
三县堡乡，是中华人民共和国吉林省松原市长岭县下辖的一个乡镇级行政单位。

## 行政区划
三县堡乡下辖以下地区：
三县堡村、南泉子村、北岭村、吊鱼台村、东沟村、付胜村、庄家屯村、黑泉眼村和后三县堡村。